# Фуга, Фердинандо
Фердинандо Фуга (итал. Ferdinando Fuga; 11 ноября 1699, Флоренция — 7 февраля 1782, Рим) — итальянский архитектор эпохи позднего барокко и неоклассицизма родом из Флоренции, плодотворно работавший в Неаполе и Сицилии и, особенно, в Риме.

## Биография и творчество
Фердинандо Фуга учился у Джованни Баттиста Фоджини, придворного скульптора и архитектора великих герцогов Тосканских во Флоренции. В 1717 году отправился в Рим, где познакомился с архитектурой римского барокко.
В 1729 году Фуга сосредоточился на выполнении заказов в Палермо, а год спустя он уже на папской службе в Риме. В 1720-х годах Фуга работал над проектами фонтана Треви (1723) и перестройки фасадов церквей Сан-Джованни-ин-Латерано (1723) и Санта-Мария-Сопра-Минерва близ Пантеона (1725; проекты не осуществлены). В Неаполе ему было поручено спроектировать капеллу Палаццо Селламаре, а также сад с воротами и фонтаном (1726—1727). В 1729—1730 годах Фердинандо Фуга работал в Палермо. Затем переехал в Рим, где папа Климент XII из флорентийского рода Корсини поручил ему перестройку семейного Палаццо Корсини (1736—1754), а затем работы в Палаццо Квиринале и постройку Палаццо делла Консульта на Квиринале (1732—1777), фасады церквей Санта-Чечилия-ин-Трастевере и Сант-Аполлинаре (1742—1748).
Работы в Риме Фуга продолжал при папе Бенедикте XIV (1740—1758). Главным творением архитектора является новый западный фасад папской базилики Санта-Мария-Маджоре на Эсквилине (1741—1743). Композиция фасада в переходном стиле от позднего барокко к неоклассицизму построена по типу римской триумфальной арки. Фасад с мощной раскреповкой антаблемента, чередованием колонн, треугольных и лучкового фронтонов, балюстрадой и статуями образует двухъярусную лоджию. Первый ярус является нартексом, а на втором сохранены уникальные мозаики старого фасада церкви работы XIII — начала XIV века. Маленькая церковь Санта-Мария-дель-Орационе-э-Морте (1733—1737) была небольшим проектом, предпринятым для «Братства доброй смерти» (Compagna della buona morte), роль которого заключалась в том, чтобы дать достойное захоронение беднякам Рима. Фердинандо Фуга был членом этого братства.
Вызванный в Неаполь в 1751 году королём Карлом III Бурбонским, Фуга в сотрудничестве с Луиджи Ванвителли участвовал в постройке многих сооружений города и окрестностей, в том числе строительства Альберго деи Повери (приюта для бедных; проект 1751 года), прокладке новых дорог, устройстве садов и фонтанов. В Палермо в 1767 году Фуге была поручена реконструкция городского Собора после землетрясения: оформление интерьера, устройство небольших вспомогательных куполов над капеллами нефа и добавлением высокого купола над средокрестием. В Неаполе Фуга занимался обустройством придворного театра Королевского дворца (Palazzo Reale di Napoli) (1768). Фердинандо Фуга строил палаццо и виллы, в частности королевскую Виллу Фаворита («Любимая») в Эрколано (Кампания, античный Геркуланум; 1762).
- Дж. Б. Пиранези. Площадь Монте Кавалло (Вид на Квиринальский дворец). Офорт. 1773
- Базилика Санта-Мария-Маджоре в Риме. Лоджия главного фасада
- Церковь Санта-Мария-дель-Орационе-э-Морте. Рим. Главный фасад
- Базилика Сант-Аполлинаре алле Терме. Главный фасад. 1742—1748. Рим
- Палаццо Корсини алла Лунгара. 1736—1754. Рим
- Палаццо делла Консульта. Фасад. 1732—1777. Рим
- Палаццо Ченчи-Болоньетти. Рим
- Палаццо Альберго деи Повери. Неаполь
- Церковь деи Джероламини. Фасад. Ок. 1780. Неаполь

## Главные работы архитектора
В Риме:
- Корпус Палаццо Квиринале (1732—1736),
- Палаццо делла Консульта (Palazzo della Consulta) (1732—1777),
- Церковь Младенца Иисуса (Gesù Bambino all’Esquilino) (с 1736);
- Реконструкция Палаццо Корсини (ранее Риарио, Palazzo Corsini alla Lungara) (1736—1754),
- Церковь Санта-Мария-дель-Орационе-э-Морте (Santa Maria dell’Orazione e Morte) (1733—1737),
- Реставрация и перенос Колонны Антонина Пия (1741),
- Западный фасад базилики Санта-Мария-Маджоре (1741—1743),
- Церковь Сант Аполлинаре (Sant’Apollinare alle Terme Neroniane-Alessandrine) (1742—1748),
- Церковь Святого Антония и Святой Бриджити монастырь сестёр-урсулинок в Кальви-дель-Умбрия (1743);

В Неаполе:
- Палаццо Альберго деи Повери с 300-метровым фасадом (Ospedale L’Albergo Reale dei Poveri) (1751—1766, окончено в 1829),
- Фасад церкви деи Джероламини (около 1780),
- Здание керамической мануфактуры в Казерте (1771—1772),
- Вилла Фаворита в Эрколано (Villa Favorita) (1762),
- Королевский дворец в Казерте близ Неаполя совместно с Джованни Баттиста Ваккарини (1756—1768).

На Сицилии:
- Мост через реку Милициа (Milicia) в Палермо (1729—1730),
- Реконструкция интерьера кафедрального собора Палермо и проект купола собора (с 1767)[6]